# Реквием (поэма)
«Ре́квием» — поэма Анны Ахматовой.

## История создания
Первые наброски «Реквиема» относятся к 1934 году. Сначала Ахматова планировала создать лирический цикл, но через некоторое время переименовала его в поэму. Первые две главы были написаны в 1934-35 годах. В процессе написания поэмы на автора и её семью обрушились тяжёлые испытания. Сначала, 24 октября 1935 года её неофициальный муж Николай Пунин и сын от брака с Николаем Гумилёвым Лев Гумилёв были арестованы по обвинению в контрреволюционной деятельности (для каждого из них это был уже второй арест). Анна Ахматова написала прошение Сталину, и 4 ноября того же года Пунин и Гумилёв были освобождены. Ещё более страшным для Ахматовой стал 1938 год, когда Льва снова арестовали по тому же обвинению. Она проводила по 17-19 часов в очереди в следственный изолятор «Кресты» с передачами для сына и там в проходных дорабатывала рукописи поэмы. После изолятора Лев Гумилёв отправился в лагерь, а оттуда — на фронт и вернулся домой только после Победы. В 1949 году снова был арестован по тому же обвинению, получил второй лагерный срок — десять лет, но в 1956 году был признан невиновным и освобождён.
Наиболее плодотворно автор работала над поэмой в 1938—1940 годах и вернулась к ней позже, в конце 1950-х годов. Ахматова очень часто сжигала рукописи «Реквиема» после того, как прочитывала людям, которым доверяла, в частности Лидии Чуковской. В 1960-е годы «Реквием» начал распространяться в самиздате. В 1964 году один из списков поэмы попал за границу, где впервые был опубликован полностью (мюнхенское издание 1964 года). В очерке известного прозаика Б. К. Зайцева, напечатанном в газете «Русская мысль», говорится:

На днях получил из Мюнхена книжечку стихотворений, 23 страницы, называется «Реквием»… Эти стихи Ахматовой — поэма, естественно. (Все стихотворения связаны друг с другом. Впечатление одной цельной вещи.) Дошло это сюда из России, печатается «без ведома и согласия автора» — заявлено на 4-й странице, перед портретом. Издано «Товариществом Зарубежных Писателей» (списки же «рукотворные» ходят, наверное, как и Пастернака писания, по России как угодно)… Да, пришлось этой изящной даме из Бродячей Собаки испить чашу, быть может, горчайшую, чем всем нам, в эти воистину «Окаянные дни» (Бунин)… Я-то видел Ахматову «царскосельской веселой грешницей», и «насмешницей», но Судьба поднесла ей оцет Распятия. Можно ль было предположить тогда, в этой Бродячей Собаке, что хрупкая эта и тоненькая женщина издаст такой вопль — женский, материнский, вопль не только о себе, но и обо всех страждущих — женах, матерях, невестах, вообще обо всех распинаемых? <…> Откуда взялась мужская сила стиха, простота его, гром слов будто и обычных, но гудящих колокольным похоронным звоном, разящих человеческое сердце и вызывающих восхищение художническое? Воистину «томов премногих тяжелей». Написано двадцать лет назад. Останется навсегда безмолвный приговор зверству.

Полный текст «Реквиема» был опубликован лишь в перестройку — в 1987 году, в журналах «Октябрь» № 3 и «Нева» № 6. Теперь поэма входит в общеобязательную школьную программу.

## Композиция
Первые две главы образуют пролог, а две последние — эпилог. Они несколько отличаются от всей остальной части поэмы. «Реквием» полон лирических переживаний, а эти четыре стиха более тяготеют к обобщению, к эпосу. После пролога следуют четыре первых главы. Это своеобразные голоса матерей из прошлого — времен стрелецкого бунта, глава будто из шекспировской трагедии и собственный ахматовский голос из 10-х годов. V и VI главы — кульминация поэмы, апофеоз страдания героини. Следующие четыре стиха посвящены теме памяти.

## Музыкальные переложения
В 1966 году композитор Борис Тищенко создал «Реквием» для сопрано, тенора и симфонического оркестра на стихи Анны Ахматовой (ор. 35).
Композитор Георгий Дмитриев написал кантату под названием «Stabat Mater Dolorosa (Стояла мать скорбящая…)», в которой используется поэма «Реквием». Кантату композитор посвятил своей матери. На данный момент «Stabat Mater Dolorosa» находится в репертуаре Большого Детского Хора им. В. С. Попова Российской государственной радиовещательной компании «Голос России».
«Реквием» положил на музыку Владимир Дашкевич, для симфонического оркестра, мужского хора и солистки. Солистка — Елена Камбурова. Запись и первое исполнение состоялись в 1989 году.
На тексты из поэмы написан «Реквием» Елены Фирсовой для сопрано, хора и оркестра. Первое исполнение состоялось в 2003 году в Берлине и вызвало большой критический успех.
Композитор Злата Раздолина написала концертную программу «Реквием» для исполнительницы Нины Шацкой.
В 2021 году на фрагменты поэмы написана песня «Реквием» поп-певицы Елены Темниковой.

### «Akhmatova Requiem»
В 1980 году православный английский композитор сэр Джон Тавенер написал музыку под названием «Akhmatova Requiem». Это произведение для сопрано (текст поэмы) и бас-баритона (добавления Тавенера) включает в себя текст поэмы Ахматовой (кроме «Вместо предисловия»), к которому Тавенер добавил глас 8-й кондака панихиды («Со святыми упокой…» в конце «Посвящения» и до «Приговора») и ирмос девятой песни канона Космы Маюмского на Великую Субботу (в «Распятии»):
Ахматова (бас): Не рыдай Мене, Мати,/ во гробе зрящи.
Тавенер (бас): …зрящи во гробе. Его же во чреве без семене зачала еси Сына:
Ахматова (сопрано и бас): Хор ангелов великий час восславил,/ И небеса расплавились в огне./ Отцу сказал: «Почто Меня оставил!»/ А матери: «О, не рыдай Мене…»
Тавенер (бас): Востану бо и прославлюся, и вознесу со славою непрестанно, яко Бог, верою и любовию Тя величающия.